# Persona 5: The Animation
Persona 5: The Animation (ペルソナ5 ジ・アニメーション, Perusona Faibu: Ji Animēshon) est une série télévisée d'animation japonaise basée sur le jeu vidéo Persona 5 développé par Atlus sur PlayStation 3 et PlayStation 4. L'anime est réalisé par Masashi Ishihama au studio d'animation CloverWorks, une filiale de A-1 Pictures, et écrite par Shinichi Inotsume. La série est diffusée pour la première fois au Japon entre le 8 avril et le 30 septembre 2018. Dans les pays francophones, elle est diffusée en streaming par Wakanim.
Un épisode spécial de 24 minutes, intitulé Persona 5: The Animation -The Day Breakers-, a été diffusé à l'occasion de la sortie du jeu au Japon. Un second épisode spécial intitulé Dark Sun… sera diffusé fin décembre 2018. Un troisième épisode spécial intitulé Stars and Ours est diffusé le 23 mars 2019,.

## Synopsis
L'histoire se concentre sur le protagoniste de 16 ans, Ren Amamiya, après son arrivée au lycée Shujin de Tokyo. Séjournant chez des amis de ses parents, il fait la rencontre de deux camarades lycéens, Ryûji Sakamoto l'enfant à problèmes, et Ann Takamaki l'introvertie, ainsi que d'une créature métamorphe bavarde semblable à un chat, Morgana. À la suite d'un certain accident, qui réveille son Persona, ses amis et lui vont former la bande des « Voleurs Fantômes » afin de combattre et de réformer les cœurs corrompus et pervertis des adultes. Ils vont être ainsi confrontés à de mystérieux phénomènes en cours de route…

## Personnages
Ren Amamiya (雨宮 蓮, Amamiya Ren)
Voix japonaise : Jun Fukuyama,
Ryûji Sakamoto (坂本 竜司, Sakamoto Ryūji)
Voix japonaise : Mamoru Miyano,
Morgana (モルガナ, Morugana)
Voix japonaise : Ikue Ōtani,
Ann Takamaki (高巻 杏, Takamaki An)
Voix japonaise : Nana Mizuki,
Yûsuke Kitagawa (喜多川 祐介, Kitagawa Yūsuke)
Voix japonaise : Tomokazu Sugita,
Makoto Niijima (新島 真, Nījima Makoto)
Voix japonaise : Rina Satō,
Futaba Sakura (佐倉 双葉, Sakura, Futaba)
Voix japonaise : Aoi Yūki,
Haru Okumura (奥村 春, Okumura Haru)
Voix japonaise : Haruka Tomatsu,
Gorô Akechi (明智 吾郎, Akechi Gorō)
Voix japonaise : Sōichirō Hoshi,

## Production
L'épisode spécial The Day Breakers a été annoncé en septembre 2015 lors de l'événement de scène d'Atlus au Tokyo Game Show 2015. En juillet 2016, Persona 5: The Animation -The Day Breakers- a été révélé comme étant le titre de cet épisode avec pour réalisateur Takaharu Ozaki au studio d'animation A-1 Pictures, Shinichi Inotsume est le compositeur de série, Toshiyuki Yahagi et Keita Matsumoto en tant que character designers. D'une durée de 24 minutes, il a été diffusé au Japon le 3 septembre 2016 sur Tokyo MX, et plus tard sur GTV, GYT et BS11. Dans les pays francophones, Wakanim le diffuse en streaming depuis le 6 septembre 2016.
L'adaptation du jeu vidéo en une série télévisée d'animation, avait été annoncée en juillet 2017 pour une diffusion en 2018 et serait produite par le studio A-1 Pictures,. L'anime est réalisé par Masashi Ishihama et écrit par Shinichi Inotsume au studio d'animation CloverWorks (filiale de A-1 Pictures) et propose des dessins de personnages et de démons adaptés du jeu par Tomomi Ishikawa et Kazuma Kaneko, respectivement. La bande-son a été écrite par Shoji Meguro, compositeur principal du jeu original, qui a écrit des nouvelles musiques et réarrangé celles déjà présente dans le jeu,. La série est diffusée pour la première fois au Japon entre le 8 avril et le 30 septembre 2018 sur Tokyo MX, GTV, GYT, BS11 et un peu plus tard sur MBS,. Wakanim détient les droits de diffusion en simulcast de la série télévisée dans les pays francophones. La série télévisée est composée de 26 épisodes répartis dans dix coffrets de Blu-ray/DVD.
Le dernier épisode de la série télévisée s'est terminé avec l'annonce d'un second épisode spécial, intitulé Dark Sun…, qui prendra place après celui-ci. Il est diffusé au Japon le 31 décembre 2018 sur Tokyo MX, GTV, GYT et BS11, avec une diffusion ultérieure sur MBS. Fin décembre 2018, un troisième épisode spécial est annoncé par Aniplex. Intitulé Stars and Ours, il est diffusé le 23 mars 2019.

## Liste des épisodes
| No | Titre en français                                         | Titre original                                            | Date de 1re diffusion |
| --- | --------------------------------------------------------- | --------------------------------------------------------- | --------------------- |
| SP | The Day Breakers                                          | The Day Breakers                                          | 3 septembre 2016      |
| Il s'agit d'une adaptation d'une quête annexe du jeu. |                                                           |                                                           |                       |
| 1 | I am thou, thou art I                                     | I am thou, thou art I                                     | 8 avril 2018          |
| Ren Amamiya, connu sous le nom de code « Joker », est arrêté et interrogé par l'enquêteuse Sae Niijima sur ses actions en tant que chef des « Voleurs Fantômes ». Il lui raconte les événements, à partir d'avril, lorsqu'il arrive à Tokyo après avoir été mis en probation pendant un an. Lors de son premier jour d'école, lui et son camarade de classe Ryûji Sakamoto se retrouvent dans un château dirigé par une version « Shadow » de Suguru Kamoshida, leur professeur d'éducation physique. Face au danger, Ren éveille son Persona, Arsène. |                                                           |                                                           |                       |
| 2 | Let's take back what's dear to you.                       | Let's take back what's dear to you.                       | 15 avril 2018         |
| Ren et Ryûji s'échappent du palais de Kamoshida. À l'école, Ren apprend que Kamoshida abuse de ses élèves et on reproche à Ryuji d'avoir provoqué la rupture de l'équipe d'athlétisme. Quand les deux retournent au palais, ils rencontrent Morgana et le libèrent d'une cellule de prison. Ils font à nouveau face à Shadow Kamoshida et Ryuji réveille Capitaine Kidd. |                                                           |                                                           |                       |
| 3 | A beautiful rose has thorns!                              | A beautiful rose has thorns!                              | 22 avril 2018         |
| Pendant qu'il enquête sur Kamoshida, Ren apprend que sa camarade de classe, Ann Takamaki, fait l'objet d'un chantage afin de garder son amie, Shiho Suzui, dans l'équipe de volleyball. Shiho saute du toit de l'école le lendemain de l'abus de Kamoshida, et quand Ren, Ryûji et Yûki Mishima l'affrontent, il menace de les expulser tous les trois. Apprenant que Kamoshida peut être réformé en faisant disparaître son palais, Ren et les autres sécurisent une route d'infiltration vers le « trésor » de Kamoshida. Ann, qui avait par inadvertance suivi les autres dans le Métavers, est encouragée par Ren à se venger de Shiho et éveille son Persona, Carmen. Afin d'obtenir le Trésor de Kamoshida, le groupe envoie une carte de visite à Kamoshida. |                                                           |                                                           |                       |
| 4 | Steal it, if you can.                                     | Steal it, if you can.                                     | 29 avril 2018         |
| En revenant au palais pour voler le trésor de Kamoshida, Ren parvient à recruter l'une des Shadows qui patrouillaient, Pixie, comme l'un de ses Persona. En atteignant le trésor, le groupe est confronté à Shadow Kamoshida, qui se transforme en un puissant monstre. Aidé par Igor, Ren utilise le pouvoir de la fusion pour combiner Arsène et Pixie en un nouveau Persona, permettant à Ryûji de voler le trésor de Kamoshida et de l'affaiblir. Après sa défaite, Shadow Kamoshida se repent sur ses actions et son palais disparaît, ce qui amène le véritable Kamoshida à admettre ses crimes et à se livrer à la police. |                                                           |                                                           |                       |
| 5 | The Phantoms                                              | The Phantoms                                              | 6 mai 2018            |
| La bande décide de continuer à être des voleurs fantômes afin de changer de plus en plus de cœurs tordus, en nommant leur groupe « The Phantoms ». Après que Mishima a mis en place un site de fans pour envoyer des requêtes aux Phantoms, Morgana emmène tout le monde au Mementos, un palais commun partagé par les gens ordinaires et désigné comme étant l'inconscient collectif par Morgana, où ils battent l'ombre d'un harceleur. En révélant qu'il a perdu ses souvenirs, Morgana explique comment il veut atteindre le fond de Mementos, qui se développe selon la renommée des Phantoms, afin d'y retrouver sa forme originelle. Plus tard, le groupe tombe sur un garçon étrange qui suivait Ann. |                                                           |                                                           |                       |
| 6 | Our next target is…                                       | Our next target is…                                       | 13 mai 2018           |
| Yusuke Kitagawa, un étudiant en arts sous la tutelle du peintre Ichiryusai Madarame, demande à Ann d'être le modèle de sa prochaine création. Pendant ce temps, le président du BDE Makoto Nijima se méfie du groupe d'amis de Ren. Remarquant des commentaires sur le Phan-site à propos de Madarame plagiant des œuvres de ses élèves, le gang va au studio de Madarame pour parler avec Yusuke, qui ne montre que de l'admiration pour lui. En supposant initialement qu'ils se sont trompés, le gang découvre que Madarame a son propre palais, où ils apprennent qu'il a l'intention de plagier le travail de Yusuke comme pour ses autres élèves. Alors que Yusuke prétend qu'il laisse Madarame utiliser volontairement son travail, le gang découvre toute l'étendue des crimes de Madarame dénoncé par un de ses anciens disciples, ainsi que les vrais sentiments de Yusuke. |                                                           |                                                           |                       |
| 7 | He is my other self                                       | He is my other self                                       | 20 mai 2018           |
| Ayant besoin de changer la cognition de Madarame pour accéder à son palais, Ann distrait Yusuke pendant que Morgane accède à la pièce secrète de Madarame, exposant son plagiat de sa pièce la plus connue, « Sayuri ». Après avoir suivi par inadvertance les autres dans le Palais, Yusuke apprend que Madarame était responsable de la mort de sa mère, l'amenant à réveiller son Persona, Goemon. |                                                           |                                                           |                       |
| 8 | Put an end to all this and use your own artwork for once. | Put an end to all this and use your own artwork for once. | 27 mai 2018           |
| Les Phantoms entrent par effraction dans le palais de Madarame pour voler son trésor, seulement pour se retrouver dans un guet-apens. Révélant que son trésor est la Sayuri originale peint par la mère de Yusuke, Madarame est vaincu par la bande de Ren et admet ses crimes dans le monde réel, augmentant la réputation des voleurs. |                                                           |                                                           |                       |
| 9 | Operation maid watch                                      | Operation maid watch                                      | 3 juin 2018           |
| En attendant leur prochaine cible, Ren essaye un service de maid à l'air douteux, découvrant que son professeur principal Sadayo Kawakami travaille secrètement comme soubrette. Remarquant que Ryûji était dérangé par ses anciens coéquipiers du club d'athlétisme, Ren demande à Kawakami les détails de ce qui s'est passé entre lui et Kamoshida. Apprenant que le nouveau conseiller du club, Yamauchi, a manipulé les joueurs en leur envoyant des rumeurs, Ryuji apprend à contrôler son tempérament et se réconcilie avec le club. |                                                           |                                                           |                       |
| 10 | I want to see justice with my own eyes                    | I want to see justice with my own eyes                    | 10 juin 2018          |
| Lors d'une excursion en classe dans une station de télévision, les membres de la bande assistent à une interview avec le jeune détective Gorô Akechi, qui affirme que la capacité des Phantom Thieves à réformer les cœurs pourrait être utilisée pour le mal. Plus tard, Makoto apprend l'identité des Phantom Thieves et les fait chanter avec un enregistrement, déclarant qu'elle ne le supprimera que s'ils réussissent à réformer le cœur d'un chef de crime organisé qui implique des étudiants. En rencontrant la journaliste Ichika Ohya, Ren apprend le nom du patron, Junya Kaneshiro, qui mène le groupe à son palais. |                                                           |                                                           |                       |
| 11 | Let's be friends, shall we?                               | Let's be friends, shall we?                               | 17 juin 2018          |
| Comme les Phantoms constatent qu'ils ne peuvent pas entrer dans le palais tant qu'il reste en air, Makoto, voulant se prouver utile, se sert d'appât afin de mener le groupe à Kaneshiro, qui leur font du chantage avec une photo incriminante. Maintenant considéré comme une cliente dans la banque de Kaneshiro, Makoto accompagne les autres au Palais de Kaneshiro où elle réveille son Persona, Johanna. |                                                           |                                                           |                       |
| 12 | I found the place where I belong                          | I found the place where I belong                          | 24 juin 2018          |
| Tout en progressant régulièrement à travers le palais de Kaneshiro, Makoto parvient à se rapprocher du reste du groupe. Alors que la route vers le Trésor est assurée, les Phantoms affrontent Shadow Kaneshiro, profitant de sa faiblesse pour l'argent afin de le vaincre. Avant que le palais ne soit détruit, Kaneshiro informe les voleurs fantômes qu'un homme portant un masque noir est également capable d'entrer dans les palais. |                                                           |                                                           |                       |
| 13 | Dreams and Desires                                        | Dreams and Desires                                        | 1er juillet 2018      |
| Se trouvant dans une crise artistique, Yusuke demande à Ren d'être son garde du corps alors qu'il s'inspire de Mementos, seulement pour recevoir des critiques sévères sur son œuvre. Pendant ce temps, Akechi demande l'aide de Ren pour trouver des preuves contre un marchand d'art nommé Akio Kawanabe, qu'il croit être dans des pratiques louches. Alors que Yusuke parvient à sortir de sa panne d'inspiration grâce aux encouragements de ses amis, Ren découvre que c'est l'assistant de Kawanabe qui a commis des crimes, permettant à Akechi de l'arrêter. Recevant des éloges pour son nouveau tableau, Yusuke décline le financement de Kawanabe afin de poursuivre son propre espoir. |                                                           |                                                           |                       |
| 14 | What life do you choose?                                  | What life do you choose?                                  | 8 juillet 2018        |
| Tout en faisant un tour de Shinjuki avec Ren, Makoto repère une camarade de classe nommée Eiko qui travaille dans un salon de thé à l'air douteux, et devient son amie grâce à leur goût similaire pour les objets. Préoccupée par le fait qu'Eiko soit victime d'une arnaque de son petit ami escort Tsukasa, Makoto parle à Ren de son père décédé, qui était un policier, et lui demande son aide. Ayant réussi à exposer les mensonges de Tsukasa à Eiko, les Phantoms ont vaincu son Shadow dans le Métavers, tandis que Makoto aspire à devenir une policière comme son père. |                                                           |                                                           |                       |
| 15 | I am Alibaba                                              | I am Alibaba                                              | 15 juillet 2018       |
| Alors qu'un mystérieux groupe de hackers connu sous le nom de Medjed lance un avertissement public aux Phantoms, Ren est contacté par une personne connue sous le nom d'Alibaba, qui menace de révéler les identités des Phantoms à moins qu'ils ne puissent changer le cœur de Futaba Sakura. Lorsqu'ils lui demandent de se rencontrer en personne, Alibaba annule soudainement la demande et sollicite les Phantoms de ne plus enquêter sur Futaba. En apprenant que Futaba est une proche de Sōjirō, qui est lui-même sous la pression de Sae concernant son autorité parentale sur elle, la bande, recevant une menace de Medjed qu'ils vont attaquer le Japon s'ils ne révèlent pas leurs identités, se rend au domicile de Sōjirō et se retrouve nez à nez avec Futaba. |                                                           |                                                           |                       |
| 16 | This place is my grave                                    | This place is my grave                                    | 22 juillet 2018       |
| Après que Sōjirō ait surpris le groupe en train de se faufiler dans sa maison, il leur explique que la situation actuelle de Futuba en tant qu'hikikomori vient du fait qu'elle a été témoin du suicide de sa mère et qu'elle a commencé à avoir des hallucinations quelques mois auparavant. Bien qu'il leur demande de ne plus s'impliquer pour Futaba, la bande décide de l'aider et de réformer son cœur après avoir découvert qu'elle a un palais. En visitant Futaba au début des vacances scolaires, ils apprennent qu'elle considère sa maison comme une tombe et qu'elle y mourra à l'intérieur. Le groupe s'infiltre dans le palais de Futaba et prend conscience de la détérioration de son état mental. Après avoir trouvé leur chemin bloqué par la même porte de la chambre de Futaba, ils reviennent dans la réalité et la convainc de les inviter à l'intérieur. Après un peu plus de persuasion, Futaba s'ouvre et demande directement à la bande de la réformer. |                                                           |                                                           |                       |
| 17 | X Day                                                     | X Day                                                     | 29 juillet 2018       |
| Ayant accès au cœur du palais de Futaba, les Phantoms sont confrontés à une perception monstrueuse de la mère de Futaba. Alors que Futaba parvient à entrer dans le palais elle-même, son Shadow l'encourage à se souvenir de l'amour que sa mère lui portait, ce qui l'amène à réaliser que la note de suicide de sa mère a été contrefait afin de lui dérober ses recherches de cette dernière sur la « psience cognitive ». Gagnant le Persona Necronomicon en conséquence, Futaba utilise ses capacités de soutien pour aider les Phantoms à vaincre le monstre. Après avoir mis fin à Medjed comme promis, Futaba demande l'aide de Ren pour savoir qui a tué sa mère et a volé ses recherches. |                                                           |                                                           |                       |
| 18 | I'll guide you to victory                                 | I'll guide you to victory                                 | 5 août 2018           |
| Avec Futaba faisant maintenant partie de leur groupe, la bande essaie de l'aider à améliorer ses compétences sociales en l'amenant à la plage. Futaba explique ensuite ce qu'elle a appris sur les recherches de Wakaba sur la psience cognitive, les amenant à croire qu'il est lié aux palais du Métavers, aux cas d'arrêt mental et à l'homme au masque noir. Alors que Mementos se développe avec la popularité croissante des Phantoms, Morgana devient incertain quant à savoir s'il est vraiment humain alors qu'Ann est troublée par des problèmes avec son travail de modèle. |                                                           |                                                           |                       |
| 19 | Aloha                                                     | Aloha                                                     | 12 août 2018          |
| Ayant besoin d'informations pour rechercher le coupable derrière les accidents liés au Métavers, la bande demande à Makoto d'extraire les données de l'ordinateur portable de Sae. Le lendemain, presque tout le groupe part en voyage scolaire à Hawaï, où Ren vient en aide à la joueuse de shōgi Hifumi Togo. Pendant ce temps, le directeur du lycée de Shujin, Kobayakawa, est tué après avoir subi un arrêt mental en traversant la rue. Les données de l'enquête de Sae mènent les Phantoms vers Kunikazu Okumura, dont plusieurs accidents psychotiques ont profité à sa société. Malgré le fait que Kunikazu ait un palais, le groupe se divise pour savoir s'il faut le réformer ou non. Décidant de s'infiltrer seul dans le palais, Morgana s'est mis en danger mais il est sauvé par une certaine fille. |                                                           |                                                           |                       |
| 20 | My name is Beauty Thief!                                  | My name is Beauty Thief!                                  | 19 août 2018          |
| La bande infiltre le palais de Kunikazu Okumura et découvre que Morgana fait maintenant équipe avec une fille se nommant « Jolie Voleuse », que Makoto arrive à l'identifier comme étant la fille de Kunikazu, Haru Okumura. Cette dernière explique qu'elle est devenue une voleuse fantôme et s'est associée à Morgana pour découvrir la vérité à propos de son père. Alors que Morgana ne veut toujours pas rejoindre les autres, il se blesse en essayant de protéger Haru de son fiancé violent, Sugimura, incitant les autres à leur venir en aide. Morgana devenant honnête à propos de son désir de rester avec tout le monde, Haru devient elle aussi sérieuse avec ses propres sentiments et rejoint l'équipe, après quoi elle apprend que son père a décidé d'accélérer ses fiançailles avec Sugimura. |                                                           |                                                           |                       |
| 21 | You can call me "Noir"                                    | You can call me "Noir"                                    | 26 août 2018          |
| Voulant réformer Kunikazu avant qu'elle ne soit forcée d'emménager chez Sugimaru, Haru décide d'aider les Phantoms à progresser plus loin dans son palais, éveillant toute la puissance de sa Persona, Milady. En localisant le trésor, le gang affronte l'ombre de Kunikazu et bat son armée d'employés robotiques. Après que les Phantoms aient été forcés de quitter le palais avant que celui-ci ne s'effondre, une silhouette mystérieuse tue l'ombre de Kunikazu. Ignorant cela, le gang est choqué lorsque Kunikazu meurt soudainement d'un arrêt mental lors d'une conférence de presse. |                                                           |                                                           |                       |
| 22 | Is it our fault…?                                         | Is it our fault…?                                         | 2 septembre 2018      |
| Alors que l'opinion publique sur les Phantoms s'effondre après la mort de Kunikazu, Haru apprend qu'une fausse carte de visite a été placée dans le bureau de Kobayakawa, amenant le gang à se rendre compte que quelqu'un les a piégés. Tandis que Sae est chargé d'enquêter sur les Phantoms, Futaba en déduit que quelqu'un s'était fait passer pour Medjed et piraté le Phan club pour rendre les voleurs fantômes plus populaires. Plus tard, Ann appelle Ren pour la rencontrer avec Shiho, qui les remercie de lui avoir sauvé la vie et leur rappelle pourquoi ils sont devenus des voleurs fantômes. Après cela, le gang découvre que Mishima est devenu trop obsédé par la renommée qu'il a reçue du Phan club ; trouvant son Shadow dans le Mementos, ces derniers ont choisi de ne pas le détruire, mais l'a incité à réfléchir sur lui-même, aidant ainsi le véritable Mishima à trouver le bon chemin en conséquence. |                                                           |                                                           |                       |
| 23 | How about a deal with me?                                 | How about a deal with me?                                 | 9 septembre 2018      |
| Les élèves de Shujin votent à l'unanimité pour que Goro apparaisse en tant qu'invité au festival de culture de l'école. Le jour du festival, Goro révèle qu'il connaît l'identité des voleurs fantômes, expliquant par la suite à la bande qu'il a réveillé son propre Persona face à l'homme au masque noir. En proposant d'aider à les couvrir de leurs actions, Goro demande le soutien du gang pour aller reformer Sae. |                                                           |                                                           |                       |
| 24 | A challenge that must be won                              | A challenge that must be won                              | 16 septembre 2018     |
| Alors que le gang tente de trouver un moyen d'atteindre le dernier étage du casino de Sae, Sōjirō, qui a découvert une carte de visite dans la chambre de Futaba, est sous la pression de son oncle qui lui demande de lui payer de l'argent ou bien de renoncer à sa garde. Ren obtient l'aide de Goro pour déterrer les histoires sales de son oncle, mais ce dernier l'accuse de l'avoir poussé. Lorsque les fonctionnaires du gouvernement viennent interroger Sōjirō, Ren et Futaba réussissent à leur assurer que Sōjirō est un bon gardien, après quoi ils ont avoué à Sōjirō être les voleurs fantômes. |                                                           |                                                           |                       |
| 25 | Jealous Sinner                                            | Jealous Sinner                                            | 23 septembre 2018     |
| Ayant besoin d'une quantité excessive de pièces pour accéder à un pont qui mènera le groupe vers le Trésor, Ren doit gagner de l'argent en combattant dans une arène. Après cela, Sae augmente les frais d'accès du pont, mais Akechi parvient à exploiter une faille dans le système de cartes de paiement du casino pour obtenir le montant total et accéder au pont. Après que les Phantoms ait réussi à vaincre le Shadow de Sae, des ennemis entourent soudainement le palais, ce qui incite la bande à se séparer et à trouver la sortie. |                                                           |                                                           |                       |
| 26 | I won't let it end here                                   | I won't let it end here                                   | 30 septembre 2018     |
| Après une réunion avec Arsène, qui le pousse à se souvenir de tout, Ren est capturé par la police, ce qui a conduit à son interrogatoire par Sae dans le présent. Alors que l'interrogatoire touche à sa fin, Ren, se rappelant d'une discussion importante avec Morgana et Futaba, demande à Sae de montrer son téléphone à Akechi alors qu'il se dirige vers la salle d'interrogatoire. Après être tombé sur Sae et avoir vu le téléphone, Akechi révèle ses véritables intentions et tire sur Ren, en faisant passer cela pour un suicide. Cependant, Ryûji sourit en disant que tout était juste prévu. |                                                           |                                                           |                       |
| SP1 (27) | Dark Sun…                                                 | Dark Sun…                                                 | 31 décembre 2018      |
| Alors que la nouvelle du suicide présumé de Ren se répand, Sae ramène un Ren très vivant au LeBlanc pour le cacher. En se réunissant avec Ren, les membres du groupe expliquent qu'ils ont tiré parti du monde cognitif de Sae, qui disposait d'une salle d'interrogatoire identique à celle de la réalité. En plus de simuler la mort de Ren, les Phantoms ont confirmé leurs soupçons antérieurs quant à la trahison d'Akechi avant leur combat contre le Shadow de Sae et qu'il est à l'origine des arrêts mentaux. La tête pensante de cette affaire est toutefois Masayoshi Shido, le politicien prometteur et candidat au poste de Premier ministre, qui critique ouvertement le gouvernement japonais et les voleurs fantômes. En voyant son visage, Ren identifie finalement Shido comme l'homme responsable de son casier judiciaire. Le groupe s'infiltre dans le palais de Shido alors que la campagne électorale est en cours, mais affronte et combat également Akechi. Akechi se sacrifie pour sauver les Phantoms de sa propre version cognitive, pendant que le groupe affronte finalement l'ombre de Shido. La bataille qui s'ensuit voit Ren victorieux contre l'ombre de Shido, réformant ainsi ce dernier. En dépit de la réussite de la bande, les partisans de Shido prévoient de faire avancer ses politiques afin de retourner l'opinion publique contre les voleurs fantômes. |                                                           |                                                           |                       |
| SP2 (28) | Stars and Ours                                            | Stars and Ours                                            | 23 mars 2019          |

## Musiques
Les chansons d'opening et d'ending de la série sont écrites par Benjamin Franklin, composées par Shoji Meguro et interprétées par Lyn,.
| Début        | Début                 | Fin          | Fin           |
| Épisodes     | Titre                 | Épisodes     | Titre         |
| ------------ | --------------------- | ------------ | ------------- |
| 1 - 2 4 - 13 | Break in to Break Out | 2 - 7 9 - 16 | Infinity      |
| 1 - 2 4 - 13 | Break in to Break Out | 8            | Found a Light |
| 14 - 26      | Dark Sun…             | 17 - 25      | Autonomy      |

### Annotations
1. 1 2  La série est programmée pour la nuit du 7 avril 2018 à 24 h 30, soit le 8 avril à 0 h 30 JST.

### Sources
1. 1 2  (en) Egan Loo, « Persona 5 TV Anime Reveals Staff, Promo Video, April Premiere : Kamichu!'s Masashi Ishihama directs off scripts supervised by Hayate's Shinichi Inotsume », sur Anime News Network, 30 juillet 2017 (consulté le 25 avril 2018)
2. 1 2  ❃Lilly❃, « PERSONA5 THE ANIMATION REJOINT LE CATALOGUE DE WAKANIM », sur Wakanim, 19 février 2018 (consulté le 25 avril 2018)
3. 1 2  (en) Egan Loo, « Persona 5 TV Anime Special & Manga's Launch Dates Announced : Production I.G's opening footage, more details on game & headphones announced », sur Anime News Network, 19 juillet 2016 (consulté le 25 avril 2018)
4. 1 2  (en) Crystalyn Hodgkins, « Persona 5 the Animation Dark Sun Special Reveals Visual, December 30 Broadcast : 26-episode TV series based on Atlus' RPG aired from April through September », sur Anime News Network, 25 novembre 2018 (consulté le 27 novembre 2018)
5. 1 2  (en) Crystalyn Hodgkins, « Persona 5 Anime Gets New TV Special in March (Updated) : Anime's 11th home video release to also include unaired episode on May 29 », sur Anime News Network, 30 décembre 2018 (consulté le 30 décembre 2018)
6. 1 2  (en) Crystalyn Hodgkins, « Persona 5: Stars and Ours Anime Special Airs on March 23 », sur Anime News Network, 8 février 2019 (consulté le 23 mars 2019)
7. 1 2 3 4 5 6 7 8 9 10  (en) Crystalyn Hodgkins, « Persona 5 Game Gets TV Anime Series in 2018 (Updated With Video) : A-1 Pictures returns from previous anime special for new series », sur Anime News Network, 30 juillet 2017 (consulté le 25 avril 2018)
8. 1 2 3 4 5 6 7 8 9 10  (ja) « Staff/Cast », sur Site officiel (consulté le 25 avril 2018)
9. ↑  (en) Egan Loo, « Persona 5 RPG Gets TV Anime Special, Opening Song by Lyn : PS4/PS3 game itself will debut next summer », sur Anime News Network, 19 septembre 2015 (consulté le 25 avril 2018)
10. ↑  (en) Karen Ressler, « Persona 5 Anime Special's Preview Video Reveals A-1 Pictures Animation : Also: 18-minute gameplay video streamed », sur Anime News Network, 19 juillet 2016 (consulté le 25 avril 2018)
11. ↑  Red-bushi, « PERSONA 5 THE ANIMATION -THE DAY BREAKERS- SUR WAKANIM », sur Wakanim, 5 septembre 2016 (consulté le 25 avril 2018)
12. 1 2  « Un anime annoncé pour Persona 5 », sur manga-news.com, 30 juillet 2017 (consulté le 25 avril 2018)
13. ↑  (en) Egan Loo, « Persona 5 TV Anime Reveals April 7 Premiere, Makoto Visual : Aniplex of America licensed anime based on PS4/PS3 RPG », sur Anime News Network, 28 février 2018 (consulté le 25 avril 2018)
14. ↑  (ja) « ONAIR », sur Site officiel (consulté le 25 avril 2018)
15. ↑  (ja) « Blu-ray&DVD : ペルソナ５ 10 », sur Site officiel (consulté le 30 septembre 2018)
16. ↑  (en) Egan Loo, « Persona 5 the Animation Gets Dark Sun TV Special at the End of 2018 : Announced at the end of TV anime series », sur Anime News Network, 29 septembre 2018 (consulté le 30 septembre 2018)
17. ↑  (ja) « アニメ「ペルソナ5」特番アニメ後編の制作決定！最後の戦いに赴く怪盗団描く », sur natalie.mu,‎ 31 décembre 2018 (consulté le 30 décembre 2018)
18. ↑  (en) Crystalyn Hodgkins, « Persona 5 Anime's 2nd Promo Video Previews Lyn's Opening Song : Series based on Atlus' RPG premieres on April 7 », sur Anime News Network, 25 mars 2018 (consulté le 25 avril 2018)
19. ↑  (ja) « MUSIC », sur Site officiel (consulté le 25 avril 2018)